# 세우타의 기

세우타의 기

세우타의 민간기

세우타의 기는 세우타를 상징하는 기로, 하얀색과 검은색 두 가지 색을 가진 여덟 개의 삼각형 바탕 가운데에는 세우타의 문장이 그려져 있다. 민간기는 문장이 없는 형태의 기를 사용한다.
세우타의 문장은 1640년까지 사용된 포르투갈 왕국의 국장 디자인을 바탕으로 한 디자인이며, 기의 바탕은 리스본의 기를 바탕으로 한 디자인인데, 이는 1415년 포르투갈이 세우타를 정복한 것을 기념하기 위해 만든 데서 유래되었다고 한다.